# Нефеш
Нефеш (їд. נֶּפֶשׁ, трансліт. nefesh) — єврейське слово (араб. نَفَس, трансліт. nafas), сирійське та арамейське naphşā / npheşā, найчастіше перекладається як душа. У Септуаґінті воно відповідає грецькому слову psyche, ψυχη, яке також використовується в Новому Завіті.

## Біблійні згадки
- Буття 1:20-21: «Нехай вода вироїть дрібні істоти, душу живу, і птаство, що літає над землею під небесною твердю».[1]
- Буття 2:7: «І створив Господь Бог людину з пороху земного. І дихання життя вдихнув у ніздрі її, і стала людина живою душею».[2]
- Приповісті 22:23: «Господь бо боронитиме їхні справи і забере життя в тих, що їх ограбують».[3]
- Єзекіїль 18:4: «Тож усі душі Мої: як душа батькова, так і душа синова Мої вони! Душа, що грішить, вона помре».[4]